# Faissal Taghi
Faissal Taghi (en arabe : فيصل تقي), né en 2002 à Utrecht (Pays-Bas), est un mafieux néerlandais opérant pour l'organisation de son père Ridouan Taghi.
Peu de temps après l'arrestation de son père et de son bras droit Saïd Razzouki, Faissal Taghi reprend les rênes de l'organisation et collabore avec son beau-père Raffaele Imperiale, chef de la Camorra. Il entretient une communication constante avec Inez Weski (avocate de Ridouan Taghi) entre 2019 et 2023, et cette dernière est arrêtée en 2023 pour avoir transmis des informations confidentielles à Faissal Taghi. 
Après avoir élaboré un plan d'évasion en collaboration avec Youssef Taghi pour libérer Ridouan Taghi, Faissal est appréhendé à Dubaï le 30 juillet 2023. Son arrestation est le fruit d'une coopération entre le FBI, les services secrets marocains et la justice émiratie, à la suite d'une demande des Pays-Bas pour l'extradition du criminel. Le 26 juillet 2024, il est officiellement extradé vers les Pays-Bas et placé à l'Extra Beveiligde Inrichting de Vught. 
Personnalité médiatisée aux Pays-Bas en tant que fils de Ridouan Taghi, Faissal Taghi est suspecté de participer à une organisation criminelle ayant pour objectif le trafic international de drogues, le blanchiment d'argent et la préparation de crimes violents.

## Biographie

### Naissance et enfance
Faissal Taghi naît à Utrecht aux Pays-Bas. Son père, Ridouan Taghi, est né à Bni Selmane et sa mère est originaire d'Al Hoceïma. Il grandit dans le quartier de Vianen. Il passe sa scolarité dans sa ville natale avant de quitter définitivement les Pays-Bas pour s'installer à Dubaï aux Émirats arabes unis à l'âge de 16 ans. 
À Dubaï, il est inscrit à l'école secondaire anglophone pour poursuivre ses études, empochant un diplôme (baccalauréat) à l'âge de 18 ans, en 2020. Il poursuit ainsi ses études à distance à l'Université Harvard (Cambridge) au Royaume-Uni.
Durant la même année, en 2020, il épouse la fille de Raffaele Imperiale, étant le chef de la Camorra, une mafia italienne,,.

### Affaires criminelles
Faissal Taghi apparaît sous les feux de l'actualité en tant que fils aîné de l'éminent criminel Ridouan Taghi. En décembre 2019 (âgé alors de 17 ans), après l'arrestation de son père à Dubaï, une demande des autorités néerlandaises est faite pour l'arrestation du jeune homme. Ce dernier est au cœur d'une saga criminelle qui dépeint un tableau complexe et troublant de ses activités présumées.  Après l'arrestation de son père, il aurait exercé une pression sur l'avocate de Ridouan, Inez Weski, afin de transmettre des messages spécifiques. Dans son entrée dans le milieu criminel, il reçoit le surnom ''Genie'' (en français : génie).
Selon le journaliste d'investigation Koen Voskuil (nl), il semblerait que Faissal ait pris la direction de l'organisation. « Le fils aîné de Ridouan Taghi peut être considéré comme le numéro deux au sein de l'organisation », déclare le ministère public dans le dossier de Youssef Taghi, l'ancien avocat et cousin de Ridouan Taghi.
Selon le ministère public, Faissal Taghi travaillait également sur un plan visant à faire évader son père de l'Extra Beveiligde Inrichting (EBI) située à Vught. « Partiellement sous la tutelle de son père, il a été préparé pour prendre les rênes de l'organisation. Cela incluait l'organisation d'une évasion ou d'une tentative d'évasion de Ridouan Taghi, le blanchiment d'argent et le trafic de cocaïne », indique le ministère public dans le dossier. Le journal Het Parool fait mention du plan 'Bios', qui visait à libérer Ridouan Taghi par la force lors d'un transfert vers un bunker (tribunal de haute sécurité) bien connu à Osdorp. Ils prévoyaient d'enduire les routes de 1 500 litres d'huile pour rendre le transport difficile. Un autre plan, nommé 'Plan C', consistait à identifier le domicile des quatre dirigeants de l'EBI, probablement en vue de les enlever. Faissal aurait même établi un mot de code avec son père : 'Mega Mindy'. Lorsque Ridouan prononcerait ce mot, son fils devait activer 'Plan C'.
Au début de 2023, la justice italienne révèle que Faissal Taghi aurait reçu des millions d'euros de la part du chef de la mafia italienne, Raffaele Imperiale. Imperiale a été arrêté en 2021, également à Dubaï. Koen Voskuil a déclaré : « La police a conclu cela à partir de conversations PGP qui ont été déchiffrées. En particulier, avec des téléphones Sky, vous pouvez voir que Taghi junior était en contact fréquent avec Imperiale. » La police a réussi à décrypter des messages cryptés, ce qui a permis de recueillir de nombreuses informations. « Dans ce dossier, la police attribue ces communications à Faissal et Imperiale », explique Voskuil. « Ils ont discuté, entre autres, de plans d'évasion pour Ridouan Taghi de la prison de Vught, ainsi que de flux financiers. »
Selon la justice, il ressort des messages interceptés entre Faissal Taghi et Imperiale que 2,5 millions d'euros ont effectivement été versés au fils de Taghi. La raison de ce paiement n'est pas entièrement claire. Il s'agirait d'une "affaire personnelle". Voskuil explique : « Taghi aurait encore de l'argent à récupérer d'Imperiale, qui aurait envoyé l'argent en plusieurs versements d'Italie aux Pays-Bas. » Cet argent aurait été transporté de l'Italie aux Pays-Bas en camion, puis récupéré par un complice de Faissal Taghi.

## Arrestation et enquêtes
- Le 30 juillet 2023, la nouvelle de l'arrestation de Faissal Taghi est apparue dans les médias, révélant qu'en août dernier, il a été appréhendé à Dubaï, sur demande des autorités néerlandaises. Le ministère public confirme l'arrestation en septembre 2023, relayé également par la presse française[11],[12],[13]. Cette arrestation fait suite à une collaboration entre les services secrets marocains et la justice des Émirats arabes unis[14],[15].

L'arrestation de Faissal Taghi est considérée comme une étape importante dans le démantèlement de l'organisation criminelle dirigée par son père Ridouan. Les détails exacts des accusations pesant sur Faissal Taghi restent inconnus, de même que sa possible extradition vers les Pays-Bas. Selon des sources anonymes citées par le journal Het Parool, un tribunal à Dubaï aurait récemment rejeté l'extradition de Taghi junior, arguant que les soupçons ne seraient pas suffisamment graves.
L'organisation criminelle comprenait, en plus de Youssef et Ridouan, Faissal, Jaouad F. (également un cousin de Ridouan) et le chef de la mafia Raffaele Imperiale. Cela ressort du jugement du tribunal d'Amsterdam dans l'affaire contre Youssef Taghi. Dans cette même affaire pénale, il est clair que des plans ont été élaborés depuis l'Extra Beveiligde Inrichting (EBI). La force motrice derrière ce plan était Faissal, selon le ministère public. Il aurait collaboré avec Raffaele Imperiale, qui est également son beau-père. Cela témoigne du rôle de premier plan que Faissal a assumé après la disparition de son père.
Ce rôle de premier plan se reflète également dans la communication avec Inez Weski. L'avocate a été arrêtée en 2023, dans la même année car elle aurait également violé la confidentialité de son rôle. Des messages de Taghi avec le monde extérieur auraient été partagés via elle. Il semble que Weski possède également un téléphone crypté, comme en témoignent des messages envoyés en 2019 avec Sky. « Pff, l'avocat était vraiment paranoïaque aujourd'hui ahah », indique un message que le ministère public attribue à Faissal,,. Il l'a envoyé à sa tante en faisant référence au téléphone crypté. Weski a ensuite expliqué à Faissal qu'elle ne pouvait rien transmettre à Ridouan.
Un peu plus d'un an plus tard, la situation semblait avoir changé. En août 2020, Faissal a informé Imperiale qu'il existe toujours des moyens de communiquer avec "lui". "Lui" désignerait probablement Ridouan Taghi. Son fils a ensuite écrit qu'il était sur le point de "mettre à jour" son père. Le ministère public soupçonne Weski d'avoir joué un rôle dans cela.
Le 23 septembre 2023, il est soupçonné d'être lié au label musical néerlandais El Chapo Productions, utilisé pour le blanchiment d'argent provenant du trafic de drogue,. L'enquête a révélé que cette association a été découverte grâce au décryptage de messages chiffrés par la police, indiquent les deux médias sur la base de documents officiels. El Chapo Productions, avait publié la musique de rappeurs tels que Boef, Lijpe et Ismo jusqu'à 2020, date à laquelle la société a été radiée du registre du commerce. Le propriétaire d'El Chapo, Mohamed K. de 48 ans, originaire d'Osdorp, est considéré par la police comme un trafiquant de drogue et un associé des Taghi, et il est également soupçonné de blanchiment d'argent.
Bien que la suspicion de blanchiment d'argent soit liée à El Chapo Productions, il n'est pas clair si Faissal Taghi est directement impliqué dans cette activité. Les artistes ayant publié leur musique sous ce label ne sont pas non plus suspects de blanchiment.

### Tentative d'extradition
Une première demande d'extradition des Pays-Bas envoyée après son arrestation est rejetée et une procédure d'appel est alors directement lancée.
L'un des problèmes généraux liés à l'extradition depuis les Émirats arabes unis est que les soupçons de blanchiment d'argent ou de fraude financière dans ce pays ne sont pas toujours considérés comme suffisants pour autoriser une extradition. La justice néerlandaise doit s'assurer que les accusations pour lesquelles une extradition est demandée sont suffisamment graves aux yeux des juges locaux et conformes au droit local.
Faissal Taghi est soupçonné aux Pays-Bas de participation à une organisation criminelle, ayant pour objectif le trafic international de drogues, le blanchiment d'argent et la préparation de crimes violents.

### Extradition
Le 26 juillet 2024, Faissal Taghi arrive masqué et sous haute protection de la Maréchaussée royale à l'aéroport de Rotterdam-La Haye, en jet privé de luxe,,,.
Le ministre-président des Pays-Bas, Dick Schoof, en direct de Paris, accorde une interview exclusive à la radio nationale NPO Radio 1. Il déclare : « Il est bon de constater qu'en fin de compte, personne n'échappe à la justice. Et que notre collaboration avec les Émirats arabes unis est à un niveau tel que cette extradition a pu avoir lieu. Le fait que l'extradition ait pris autant de temps est dû à Taghi lui-même. Il s'est opposé à son extradition devant les tribunaux, la cour d'appel, et finalement devant la plus haute instance à Dubaï. C'est pourquoi cela a duré un an. » La cheffe de la police nationale des Pays-Bas, Janny Knol (nl), qualifie cela de « performance exceptionnelle de tous les collègues impliqués », ajoutant que « les criminels qui sapent l'état de droit finissent par être arrêtés ».
Le ministre de la Justice, David van Weel, affirme que l'extradition de l'individu démontre que « les criminels ne peuvent pas se croire intouchables en dehors de nos frontières ». Il remercie la police et le ministère public pour leur « travail fantastique », ainsi que les organisations des Émirats Arabes Unis pour leur coopération.
Faissal Taghi est directement placé à l'Extra Beveiligde Inrichting à Vught, dans un différent emplacement que son père Ridouan Taghi.

## Réactions politiques
En septembre 2023, le sort de Faissal Taghi, suscite des réactions politiques et suscite des débats sur la manière de le gérer s'il est effectivement rapatrié aux Pays-Bas. Détenu lors de cette période à Dubaï, le ministère public néerlandais affirme que des messages interceptés indiquent qu'il aurait pris la direction de l'organisation criminelle de son père, supervisant le trafic de drogues et le blanchiment d'argent. Cette situation soulève la question de sa détention future en cas d'extradition, car il se trouve que son père est actuellement incarcéré dans l'Extra Beveiligde Inrichting (EBI) à Vught.

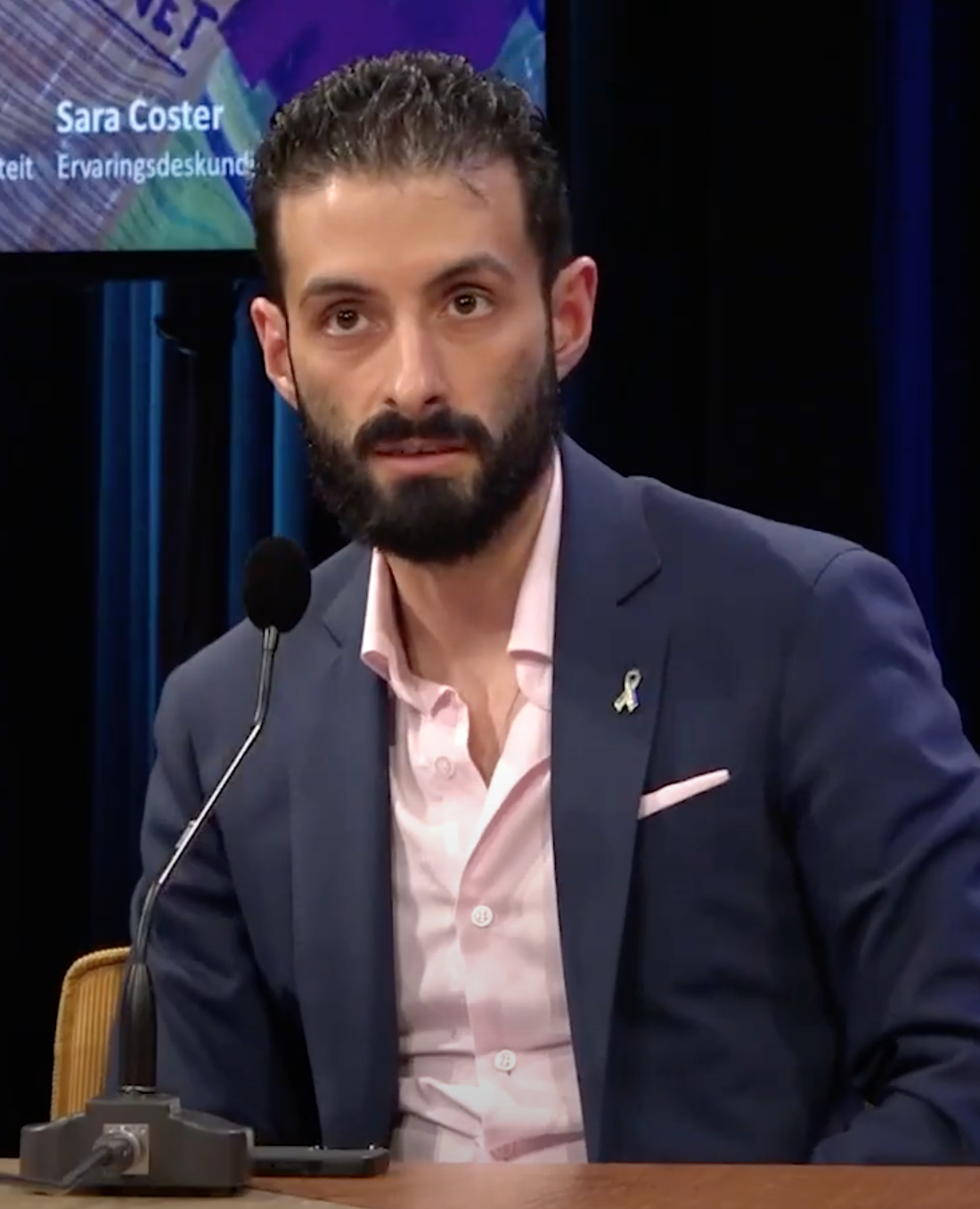
Le politicien Ulysse Ellian (ici en 2022) plaide en faveur de la dispersion de Faissal et d'autres criminels.

Le député de la Parti populaire pour la liberté et la démocratie, Ulysse Ellian (nl), estime qu'il serait peu judicieux de placer Faissal Taghi aux côtés de son père à Vught. Au lieu de cela, Ellian plaide en faveur de la dispersion de Faissal et d'autres figures de la pègre dans de plus petites prisons de haute sécurité aux Pays-Bas, comme des bâtiments inoccupés. Il met en avant l'importance de la sécurité tout en laissant place à la créativité dans le choix des lieux de détention.
Ulysse Ellian s'inquiète également de la concentration de personnalités criminelles à l'EBI de Vught, notant que cela peut favoriser la communication entre elles. Il soulève le point que des membres importants de la criminalité ont été récemment arrêtés, ce qui accentue les préoccupations quant à les réunir tous au même endroit. Il considère que si l'objectif est de briser les liens criminels dans le monde extérieur, il est paradoxal de les autoriser à être ensemble en détention.
Chiel Timmermans, journaliste d'investigation pour l'Algemeen Dagblad, souligne également le risque réel d'évasion des Taghi, en se référant à un plan appelé "Bios" qui visait à faire échapper Ridouan Taghi de la prison en utilisant des tactiques d'opérations secrètes à la manière des Navy Seals. Il souligne que les risques sont substantiels et que la diplomatie pourrait jouer un rôle clé dans la décision de son extradition. Il rappelle que les accords sur le papier ne reflètent pas nécessairement la réalité dans de nombreux pays, où des considérations politiques et diplomatiques influent sur les décisions. La situation de Faissal Taghi continue donc de susciter des débats sur la manière de gérer son extradition et sa détention future.

## Divers
Faissal Taghi possède plusieurs sociétés à Dubaï et est derrière plusieurs investissements : notamment des salons de coiffures et une usine de glace au Maroc, selon des messages PGP décryptés par les enquêteurs néerlandais,.

### Ouvrages
: document utilisé comme source pour la rédaction de cet article.
- (nl) Wouter Laumans et Marijn Schrijver, Mocro Maffia, Lebowskipublishers, 2015, 256 p. (ISBN 978-90-488-2803-6)
- (nl) Wouter Laumans et Marijn Schrijver, Wraak, Amsterdam, Lebowski, 2019, 224 p. (ISBN 978-90-488-3621-5)

### Vidéos
- [vidéo] (nl) Oudste zoon Ridouan Taghi opgepakt: 'Zorgt voor onrust', WNS, 2023
- [vidéo] (nl) VVD-Kamerlid Ellian: 'Zet Faissal Taghi niet bij zijn pa in Vught', WNS, 2023
- [vidéo] (nl) Zoon Ridouan Taghi opgepakt: ‘Lange tijd grote zorgen over hem’, De Telegraaf, 2023